# Шорлајн (Вашингтон)
Шорлајн (енгл. Shoreline) град је у америчкој савезној држави Вашингтон. По попису становништва из 2010. у њему је живело 53.007 становника.

## Демографија
Према попису становништва из 2010. у граду је живело 53.007 становника, што је 18 (0,0%) становника мање него 2000. године.
| Група             | 2000.          | 2010.          |
| Белци             | 39.878 (75,2%) | 36.014 (67,9%) |
| Афроамериканци    | 1.467 (2,8%)   | 2.652 (5,0%)   |
| Азијати           | 7.016 (13,2%)  | 8.051 (15,2%)  |
| Хиспаноамериканци | 2.054 (3,9%)   | 3.493 (6,6%)   |
| Укупно            | 53.025         | 53.007         |